# Elke Schäffner
Elke Schäffner (* 1970) ist eine deutsche Ärztin und Wissenschaftlerin. Sie ist Professorin für Nephrologie und Versorgungsforschung an der Charité Universitätsmedizin Berlin und Vorstandsmitglied der Deutschen Gesellschaft für Nephrologie.

## Werdegang
Nach dem Abitur im Jahr 1990 nahm Schäffner ein Studium der Humanmedizin auf, das sie 1997 an der Albert-Ludwigs-Universität in Freiburg abschloss. Sie promovierte im Jahr 1995 zum Thema Zytokin-Genexpression in EBV-haltigen B-Zellinien nach Stimulation mit verschiedenen Mycoplasmenspezies und wurde im Jahr 1999 approbiert. Bis 2003 war Schäffner als Assistenzärztin der Inneren Medizin in der Nephrologie der Universitätsklinik Freiburg tätig, bevor sie 2004 an die Charité Universitätsmedizin Berlin wechselte. Dort machte sie 2005 den Facharzt für Innere Medizin und 2007 die Zusatzbezeichnung „Nephrologie“. Im Jahr 2008 habilitierte sie sich an der Berliner Charité.
Neben ihrer klinischen Laufbahn absolvierte Schäffner 1998 ein clinical research fellowship am Massachusetts General Hospital in Boston, USA. Zwischen 2000 und 2002 absolvierte sie das Masterprogramm in clinical effectiveness der Harvard School of Public Health, welches sie mit dem Master of Science in Epidemiology abschloss.
Schäffner leitet die Berliner Initiative Studie (BIS), eine prospektive Kohortenstudie, in der über zehn Jahre Daten Berliner Bürgerinnen und Bürgern im Alter 70+ gesammelt wurden. Hauptziel der Studie ist ein besseres Verständnis für Alterungsprozesse mit einem Schwerpunkt auf dem Verlauf der Nierenfunktion im Alter.

### Positionen
Schäffner beschäftigt sich u. a. mit der Frage, wie die Nierenfunktion (meist als glomeruläre Filtrationsrate, GFR) in der klinischen Praxis valider bestimmt werden kann. Für die Schätzung der GFR mittels körpereigener Biomarker weist sie darauf hin, dass das Kreatinin durch bestimmte Faktoren wie z. B. die Muskelmasse stark beeinflusst wird, was besonders im Alter (wo ein Schwund der Muskelmasse häufig vorliegt) zum Tragen kommt. In bestimmten Situationen mag hier das Cystatin C, ein anderer Biomarker geeigneter sein als Kreatinin (wobei sie betont, dass auch Cystatin C wiederum durch andere Faktoren beeinflusst werden kann).
Grundsätzlich empfiehlt Schäffner bei Patienten, bei denen klinische Eigenschaften vorliegen, die die körpereigenen Biomarker stark beeinflussen, zur klinischen Entscheidungsfindung anstatt der Schätzung der glomerulären Filtrationsrate (GFR) die Messung der Nierenclearance mittels Kontrastmittel (z. B. Iohexol) und propagiert hier eine deutschland- bzw. europaweite Etablierung dieser Methode.

## Engagement
Seit 2022 ist Schäffner Mitglied des Editorial Board des American Journal of Kidney Diseases (AJKD). Im Oktober 2022 wurde sie in den Vorstand der Deutschen Gesellschaft für Nephrologie gewählt.

## Ehrungen
Im Jahr 2020 erhielt Schäffner den Walter-Clawiter-Preis der Düsseldorfer Heinrich-Heine-Universität. Gemeinsam mit ihrem Co-Autor Markus van der Giet wurde sie für eine Veröffentlichung zur Bluthochdruckforschung ausgezeichnet, die im European Heart Journal erschien. 2022 wurde Schäffner von der American Society of Nephrology mit dem Midcareer Distinguished Leader Award ausgezeichnet.